# Wilszany (obwód charkowski)
Wilszany (ukr. Вільшани) – osiedle typu miejskiego na Ukrainie, w obwodzie charkowskim, w rejonie charkowskim, w hromadzie Sołonyciwka. W 2001 liczyło 7252 mieszkańców, spośród których 6804 wskazało jako ojczysty język ukraiński, 351 rosyjski, 1 mołdawski, 12 białoruski, 1 ormiański, 1 gagauski, 69 romski, 1 polski, 1 słowacki, a 11 inny.